# (22475) Stanrunge
(22475) Stanrunge est un astéroïde de la ceinture principale.

## Description
(22475) Stanrunge est un astéroïde de la ceinture principale. Il fut découvert le 3 mars 1997 à Kitt Peak par le projet Spacewatch. Il présente une orbite caractérisée par un demi-grand axe de 2,59 UA, une excentricité de 0,07 et une inclinaison de 1,8° par rapport à l'écliptique.